# Стариково (Белгородская область)
Стариково — село в Шебекинском районе Белгородской области.
Входит в состав Большегородищенского сельского поселения.

## География
Расположено севернее села Протопоповка и граничит с ним.
Рядом со Стариково проходит автомобильная дорога 14К-13 и протекает река Короча.

### Улицы
- ул. Колхозная
- ул. Ленина
- ул. Московская
- ул. Советская

## Население
| 2002 | 2010 |
| ---- | ---- |
| 250  | ↘219 |